# 常性寺 (調布市)
常性寺（じょうしょうじ）は、東京都調布市にある真言宗豊山派の寺院。

## 歴史
開山・開基は不明であるが、鎌倉時代に創建されたと伝えられている。元々は多摩川のほとりに位置していたが、慶長年間（1596年 - 1615年）に現在地に移転した。成田山新勝寺から勧請した不動明王を安置していることから、「調布不動尊」と呼ばれている。
当寺には、本尊の薬師如来と不動明王の他に、調布市の文化財に指定されている馬頭観音も安置している。1824年（文政7年）に造立されたもので、元々は近くの野川のほとりに位置していたが、道路拡幅工事のため、1955年（昭和30年）に当寺境内に移設された。

## 文化財
- 小橋の馬頭観音塔（調布市指定有形民俗文化財 昭和44年11月12日指定）[2]

## 交通アクセス
- 布田駅より徒歩3分。